# Municipio de Chiautzingo
El municipio de Chiautzingo (del nahuatl
: achauhtlan, tzinco ‘ciénaga, pequeño’‘ "En la pequeña ciénaga"’) es un municipio situado en el estado mexicano de Puebla. Su cabecera es la localidad de San Lorenzo Chiautzingo. Según el censo de 2020, tiene una población de 22 039 habitantes.
Se localiza en el oeste de la entidad, en las faldas de la Sierra Nevada.
El municipio es parte del Distrito electoral federal 5 de Puebla, en la zona metropolitana de San Martín Texmelucan.
60 % de la actividad  económica  es agropecuaria.
Destacando en la producción de frutas como el tejocote, el capulin y el durazno; destaca también la producción de chile poblano y rosa.

## División municipal
El municipio de Chiautzingo cuenta con cuatro juntas auxiliares, que son: 
- San Nicolás Zecalacoayan,
- San Antonio Tlatenco,
- San Agustín Atzompa y
- San Juan Tetla.

## Geografía
El término del municipio de Chiautzingo tiene una superficie de 88.66 km². Se localiza en el poniente de Puebla, sobre las estribaciones de la Sierra Nevada. 
Limita al norte con el municipio de San Felipe Teotlalcingo y con el municipio de San Martín Texmelucan, 
al oriente, y al sur con Huejotzingo y 
al poniente con el municipio de San Salvador el Verde. 
La cabecera del municipio es la villa de San Lorenzo Chiautzingo.

### Relieve
El relieve de Chiautzingo es accidentado por su ubicación en la Sierra Nevada. 
Forma parte de la provincia fisiográfica X del Eje Neovolcánico. 
El término del municipio tiene su punto más bajo cerca de su límite oriental, en la cota de los 2300 m s. n. m.
A partir de ahí se eleva hacia el poniente hasta alcanzar más de 3400 m s. n. m. en las laderas del cerro de Ocotepec, donde se encuentran rasgos orográficos como la cañada Xeniqui y el llano de la Lobera.

### Hidrografía
El municipio es surcado por numerosos arroyos que nacen en las laderas de las montañas que forman parte de la Sierra Nevada.
Las corrientes que surcan Chiautzingo son tributarias del Atoyac.
Que se encuentra situado dentro de la cuenca del río Balsas, una de las más extensas de México. 
El arroyo San Francisco marca el límite entre Chiautzingo y San Felipe Teotlalcingo. 
El río Cotzala atraviesa el municipio del poniente al oriente. 
Otros arroyos como el Seco, el Iztapalapa y el Tenango atraviesan la cabecera municipal y otras localidades.

## Historia
La fundación de la cabecera ocurrió en la época prehispánica, probablemente por grupos teochichimecas. 
Fue sujeto de Huejotzinco, altépetl independiente localizado en el valle de Puebla-Tlaxcala aliado a los mexicas durante el Período Posclásico mesoamericano. 
Se dio en encomienda a un particular, pero luego pasó a dominio de la Corona de España durante el Virreinato. 
En 1837 fue declarado municipalidad de Huejotzingo por la Junta del Departamento de Puebla y en 1921 fue reconocido como un municipio del estado por la ley municipal de ese año.

## Demografía
De acuerdo con el Conteo de Población y Vivienda, realizado por el Instituto Nacional de Geografía y Estadística (Inegi) en 2000, en Chiautzingo vivían 17 167 personas en 19 localidades.
Esta cifra pasó a 18 761 para 2010, de acuerdo con los resultados preliminares del Censo de Población y Vivienda de ese año.
Según el censo de 2020, tiene una población de 22 039 habitantes.
Se calcula que en 2024 la población pasará los 23 000 habitantes.

## Resultados Electorales 2024
- La presidenta virtual, María del Carmen Palestino Cordero por Movimiento de Regeneración Nacional (MORENA) con 3 425 votos.
- Salvador Domínguez Rojas perdió la reelección por el Partido Verde Ecologista de México, con  2 025 votos.
- 3er lugar Norma Nely Palestino Cervantes, por la coalición PAN-PRI con 1 142 votos.

- 4o lugar Antonio Limón por Movimiento Ciudadano,  con 831 votos.